# Crinia tasmaniensis
Crinia tasmaniensis és una espècie de granota que viu a l'illa de Tasmània (Austràlia).